# مجلس الاتحاد الجديد
مجلس الاتحاد الجديد (بالفرنسية: Nouvelle Fédération-Board, NFB), هو رابطة لكرة القدم تأسست في 12 ديسمبر 2003. وهي مكونة من الفرق التي تمثل التبعيات، والدول غير المعترف بها، والأقليات، والشعوب عديمي الجنسية، والمناطق الصغيرة التي لا تنتمي إلى الفيفا. تسعى للعمل مع الفيفا لتكون منظمة مؤقتة لفرق كرة القدم قبل الحصول على العضوية الكاملة في الفيفا. المؤسس والأمين العام الحالي للاتحاد هو لوك ميسون، وهو المحامي الذي مثل لاعب كرة القدم البلجيكي جان مارك بوسمان في القضية التي أدت إلى تحرير اللاعبين المحترفين في أوروبا.
مجلس الاتحاد الجديد تنظم مباريات فرقها بين الأعضاء، تحت شعار «الحق في لعب كرة قدم تنافسية»., وينظم بطولة فيفا لكأس العالم، الذي انعقد للمرة الأولى في نوفمبر 2006، في أوكسيطانيا. في افتتاح فيفا لكأس العالم فاز منتخب قومية سامي على منتخب موناكو 21-1. بمشاركة منتخب أوكسيطانيا والذي كان من المفترض أن يقابل منتخب الكاميرون الجنوبي والذي فشل على ما يبدو في الحضور.
النسخة الثانية للبطولة اقيمت في سابمي في عام 2008 بمشاركة 5 منتخبات والتي فاز بها بادانيا. خلال الاجتماع الخامس للمجلس والذي عقد في يناير 2008, اكتسبت كردستان العراق، والونيا، غودش، بادانيا، بروفنس والآشوريون العضوية كاملة واعتبرت سردينية كعضو مؤقت.
وبعد تشكيل اتحاد أمريكا الشمالية والقطب الشمالي الجديد (NAANF) عام 2009، تجري مباحثات لبحث انضمامه إلى المجلس. ويمثل اتحاد أمريكا الشمالية والقطب الشمالي الجديد الدول غير الأعضاء في الفيفا بأمريكا الشمالية والوسطى ومنطقة البحر الكاريبي ومنطقة المحيط المتجمد الشمالي من أمريكا الشمالية.